# 野呂田芳成
野呂田 芳成（のろた ほうせい、1929年〈昭和4年〉10月25日 - 2019年〈令和元年〉5月23日）は、日本の政治家。位階は正三位。勲等は勲一等旭日大綬章。
農林水産大臣（第22代）、防衛庁長官（第61代）、衆議院予算委員長、衆議院国家基本政策委員長、衆議院議員（8期）、参議院議員（1期）を歴任。

## 来歴・人物
秋田県能代市出身。中央大学法学部卒業。国家公務員上級試験に合格し、1953年4月、中大卒業後に建設省に入省。山形県や茨城県への出向を経験。建設大臣官房文書課長を最後に1977年に建設省を退官した。
建設省退官後、同年の第11回参議院議員通常選挙に秋田県選挙区から自由民主党公認で立候補し、初当選した。
1983年、第37回衆議院議員総選挙に旧秋田1区から自民党公認で立候補し、衆議院議員に初当選（石田博英の地盤を継承。当選同期に田中直紀・熊谷弘・二階俊博・額賀福志郎・衛藤征士郎・金子原二郎・田中秀征・尾身幸次・北川正恭・町村信孝・伊吹文明・自見庄三郎・中川昭一・大島理森・野呂昭彦・鈴木宗男・甘利明など）。1995年、村山改造内閣で農林水産大臣に就任し、初入閣した。
1998年、小渕内閣で問責決議案可決により途中辞任した額賀福志郎の後任として防衛庁長官に就任し、2度目の入閣。
防衛庁長官を務めていた1999年3月23日、石川県で能登半島沖不審船事件が発生。運輸大臣の川崎二郎が海上保安庁に対し不審船への威嚇射撃を許可し、実際に威嚇射撃が行われ不審船は一度逃亡する気配を見せたが、日本国内の海域に留まったため、川崎運輸大臣は野呂田に「海上保安庁の能力を超えている」と連絡。そのため野呂田は海上自衛隊に対し、海上警備行動を発令した。なお、首相官邸対策室では川崎が野呂田に連絡を入れるより前に海上警備行動の発令を検討していたが、内閣官房長官の野中広務により阻止されていた。
2001年、衆議院予算委員長に就任。2002年には勲一等旭日大綬章を受章した。
2005年、首相の小泉純一郎が執念を燃やす郵政民営化法案が衆院に提出されたが、自民党内から綿貫民輔、亀井静香、堀内光雄、野田聖子、平沼赳夫ら有力議員が次々に造反し、野呂田も反対票を投じた。衆院では僅差で可決されたものの、参議院でも中曽根弘文、鴻池祥肇らの反対により法案は否決された。そのため小泉は衆院を解散（郵政解散）し、反対票を投じた議員を公認せず、自民党公認の刺客を擁立する策に出た。野呂田の選挙区である秋田2区にも自民党公認の小野貴樹が擁立されたが、野呂田は小野を約3万票差で下し、議席を死守した。
総選挙後の首班指名選挙では小泉ではなく、国民新党を結党した綿貫民輔に投票した。また再提出された郵政民営化法案の採決には欠席。この行動が自民党党紀委員会で問題視され、同年10月に自民党を除名された。この処分について、党紀委員長の森山眞弓は「特に法案に反対し、首班指名でも綿貫さんの名を書くなど、国民新党と軌を一にしている。党籍があるのに、自民党の方針に反するのが目立ったため」と説明した。
2006年、2007年の首班指名選挙はいずれも欠席した（選出されたのはそれぞれ安倍晋三、福田康夫）。また2008年1月の補給支援特別措置法案の衆議院の再議決では、出席はしたものの投票を棄権した。棄権した理由について「（新テロ特措法に）賛成だが、会派入りした国民新党に配慮して棄権した」と説明している。
2008年1月、次の総選挙に立候補せず、政界から引退する意向を表明。秋田2区の後継に、前年の参院選に秋田県選挙区から立候補して落選した金田勝年を指名した。しかし、野呂田の系列にあたる川口博が秋田2区から民主・社民・国民新3党の支援を受けて無所属で立候補する意向を表明し、野呂田はこれに不快感を示した。2009年8月の第45回衆議院議員総選挙では、川口が秋田2区で当選し、金田は重複立候補していた比例東北ブロックで復活した。
政界引退後の2010年6月、大相撲野球賭博問題の発生を受け日本相撲協会が設置した外部の有識者による特別調査委員会に招聘され、委員を務めた。
2019年5月23日15時23分、膀胱がんのため、東京都内の病院で死去。89歳没。死没日をもって正三位に叙される。

## エピソード
- 茨城県庁開発部長として筑波研究学園都市や鹿島臨海工業地帯の開発に尽力。記録小説『砂の十字架』（木本正次著、講談社）において詳細に取り上げられている。また映画『甦える大地』（石原プロモーション）の主人公のモデルでもある[6]。
- 2001年2月18日、秋田県での講演会で「大東亜戦争で植民地主義が終わり、日本のおかげで独立できたという国の首相もたくさんいる」と発言した。

## その他の役職
- 日本・スリランカ友好議員連盟会長
- 日本・カナダ友好議員連盟会長代行
- 日本・イスラエル友好議員連盟会長[7]
- 日本・モルディブ友好議員連盟会長[8]

## 所属していた団体・議員連盟
- 神道政治連盟国会議員懇談会

## 著書
- 単著
  - 『大都市政策　都市の危機と再生』産業能率短期大学出版部、1974年。NDLJP:11975300。
  - 『日本の進路を考える　日本海・東北時代の夜明け』知道出版販売局、1983年10月。NDLJP:11928641。

- 編著
  - 「公園・緑地政策」 1975年　産業能率短期大学出版部

- 寄稿
  - 「鹿島臨海工業地帯の造成について」 1969年（日本ダム協会／編　『用地補償実務例. 3』所収　日本ダム協会）
  - 「今後の農業政策のあり方」　久野修慈・野呂田芳成／述（鈴木敏文・林昇一／監修　中央大学総合政策研究科経営グループ／編　『経営革新. v.2』所収  2006年1月　中央大学出版部　ISBN 4-8057-3132-X）